# Szőttes Kamara Néptáncegyüttes
Szőttes Kamara Néptáncegyüttes az egyik legrangosabb felvidéki magyar néptáncegyüttes. Munkásságuk jelentősen hozzájárul az egyetemes magyar népművészeti hagyomány, elsősorban a népdal, néptánc és a hangszeres népzene népszerűsítéséhez. Alapítása Quittner János koreográfus nevéhez fűződik, aki 1969-ben a Csemadok szervezeti keretén belül hozta létre a néptáncegyüttest, amely jelenleg pozsonyi székhellyel önálló polgári szervezetként tevékenykedik. Fellépéseiket elsősorban Felvidéken tartják, de emellett számos nemzetközi népművészeti fesztivál rendszeres résztvevői.

## Külső hivatkozások
- A Szőttes weblapja